# Georg Goubau
Georg Johann Ernst Goubau (* 29. November 1906 in München; † 17. Oktober 1980 in Eatontown, New Jersey) war ein deutscher Physiker und Forscher im Bereich der Ausbreitung von elektromagnetischen Wellen, ursprünglich auf Kurzwellen-Frequenzen im ionisierten Plasma der Ionosphäre, später auf höheren Frequenzen in Wellenleitern und Hohlräumen. Seine wichtigste Erfindung ist die Goubau-Leitung (1950) und die des transversal offenen Wellenleiters Beam Waveguide längs periodisch angeordneter Millimeterwellen-Linsen (1961), Patent eingereicht 1958.

## Leben
Die Technische Hochschule München war nicht nur Goubaus Ausbildungsstätte unter Jonathan Zennecks Anleitung (Promotion 1931), sondern auch der Ort, an dem er als Dozent (Habilitation 1936) als einer der ersten in Deutschland in die Erforschung der Ionosphäre als experimenteller wie theoretischer Forscher einstieg. Theoretisch hat Goubau die Dispersion in einem Elektronen-Ionen-Plasma studiert, aber auch in Kochel am See eine Anlage zur Echolotung der Ionosphäre auf Kurzwelle in der Funkstation am Herzogstand eingerichtet. Dies war die erste ihrer Art zur Erforschung der Ausbreitung elektromagnetischer Wellen in der Ionosphäre in Deutschland. Schon vorher hatte er ein Lotungsexperiment auf Mittelwelle ausgeführt mit dem Rundfunksender München und einem Empfänger auf dem Herzogstand.
Nachdem er 1939 Ordinarius an der Universität Jena geworden war, verschob er sein Arbeitsgebiet in den Mikrowellen-Bereich. Aus dieser Zeit stammt sein (wegen der Zeitumstände erst 1955 erschienenes) Buch Elektromagnetische Wellenleiter und Hohlräume. Mit diesem Titel ist sein damaliges Forschungsinteresse teilweise gekennzeichnet.
Während der Kriegszeit forschte Goubau an Laufzeitröhren unterschiedlicher Steuerungsprinzipe. Nach dem Krieg wurde Goubau mit der Herausgabe der FIAT-Review of German Science betraut; diese Aufgabe konnte er nicht mehr zum Abschluss bringen, und bat seinen Lehrer Zenneck den Band fortzuführen. Denn Goubau wurde mit anderen deutschen Fachleuten im Zuge der „Operation Paperclip“ 1947 in die USA an das Laboratorium Fort Monmouth des US Army Signal Corps transferiert. Dort hat er bis zur Pensionierung 1973 äußerst vielseitig und erfolgreich im Bereich der Mikrowellen und der Optik gearbeitet. Außer Veröffentlichungen entstanden viele wichtige Patente. Seit 1974 lehrte er an der Rutgers University und leitete dort Forschungsarbeiten an.
Zwei grundlegende Veröffentlichungen von 1961 behandeln den offenen Wellenleiter zur Energieübertragung bei Millimeterwellen, der die Führung durch eine materielle Leitung wie bei der Goubau-Leitung nicht benötigt.
Zugleich mit der mathematischen Analyse wurde dieser transversal offene Freistrahl mit periodisch aufgestellten Mikrowellen-Linsen zur Überwindung größerer Distanzen sowie zwischen sphärischen Hohlspiegeln, dem open cavity der Autoren, experimentell getestet. Für den damaligen (transversal) offenen Hohlraum hat sich der Begriff offener Resonator eingebürgert.
In der klassischen Arbeit wird die exakte Lösung des zylindersymmetrischen elektromagnetischen Vektorfeldes nach heutiger Sprechweise paraxial genähert, damit war ihnen der Weg gewiesen zur Orthonormalbasis der Gauß-Laguerre-Moden für das transversale Wellenfeld. Sie hatten die Existenz des Gauß-Strahls bewiesen, der besonders für den Laserstrahl und -resonator große Bedeutung erlangte. Die von den Autoren berechneten und gemessenen sehr geringen Beugungsverluste am konfokalen Resonator bewiesen die sehr weitgehende Stabilität dieser Moden für den Laser.

## Ehrungen
- IEEE Fellow
- IRE Harry Diamond Memorial Award (1957)
- IRE John T.Bolljahn Award